# 터널 버스

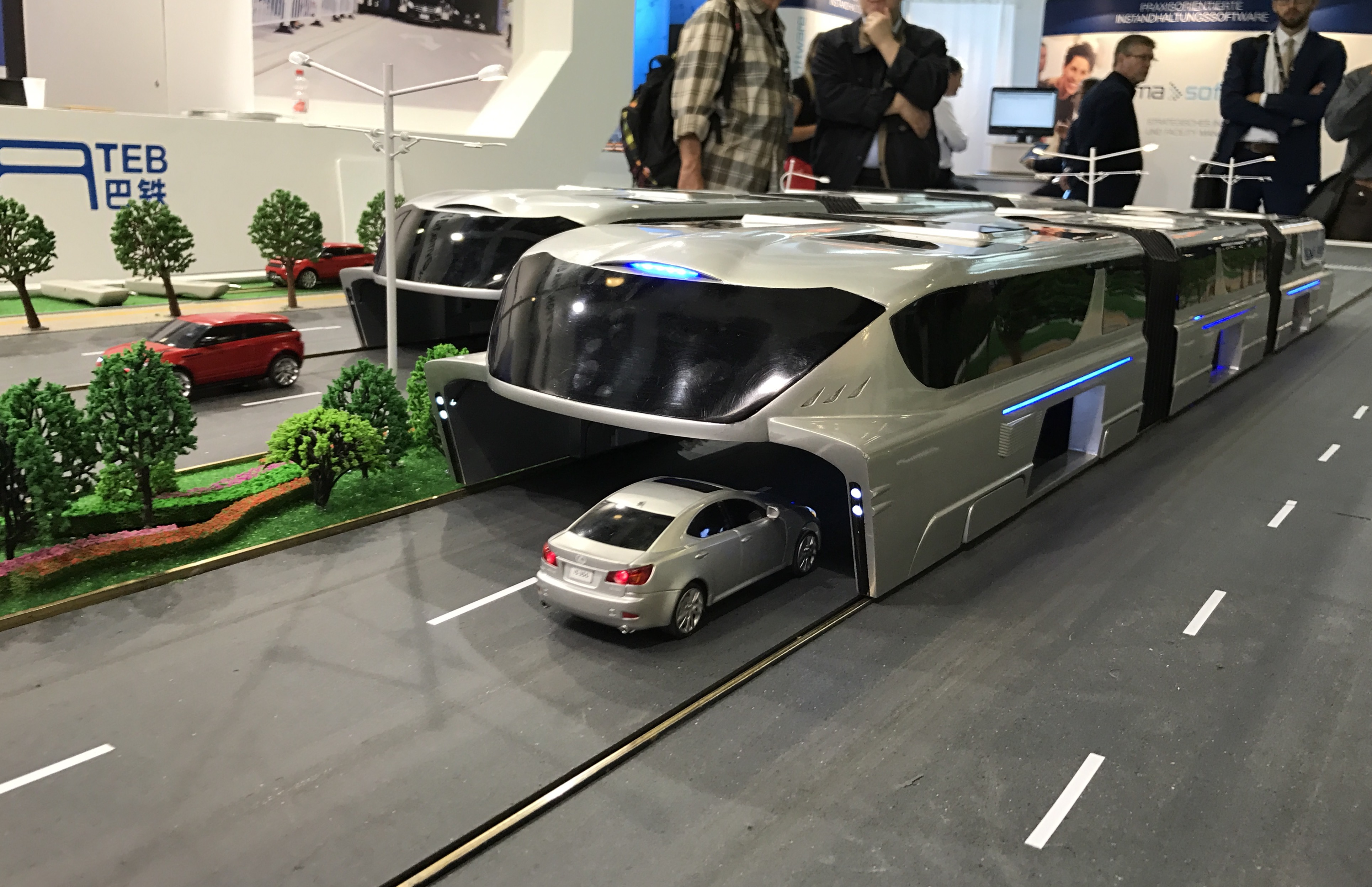

터널 버스(중국어: 立体快巴, 영어: Transit elevated bus)는 도로 양쪽 끝에 설치된 레일 위로 운행하는 터널 형태의 대중교통 수단으로, 도로 위 차량들이 이동하는 공간을 그대로 관통하여 교통 흐름을 방해하지 않도록 설계되었다. 1969년 미국의 두 건축가 크레이그 호젯츠(Craig Hodgetts)와 레스터 워커(Lester Walker)가 보스-워시 랜드라이너(Bos-Wash Landliner)라는 콘셉트 교통수단을 제안하여 처음으로 터널 버스를 고안하였다.
그로부터 40여년 후인 2010년 중국 선전의 선전 화스 미래주차설비(深圳華世未來泊車設備有限公司)의 창업자이자 수석연구원인 송유저우(宋有洲)가 제 13회 베이징 하이테크 엑스포에서 실제 운행 가능한 터널 버스의 모델을 선보였고, 이후 2016년 8월 2일 중국 허베이성에서 전기와 태양열을 동력으로 사용하면서 300여명의 승객을 태울 수 있는 터널 버스가 시범 운행에 성공하였다고 알려졌다.
그러나 중국 인민일보 등 관영 언론들은 이 시범 운행은 당국에서 전혀 몰랐던 사기이며, 시험된 터널 버스는 실제 운용이 불가능한 가짜라고 전했다.

## 같이 보기
- 모노레일